# Dorothy de Rothschild

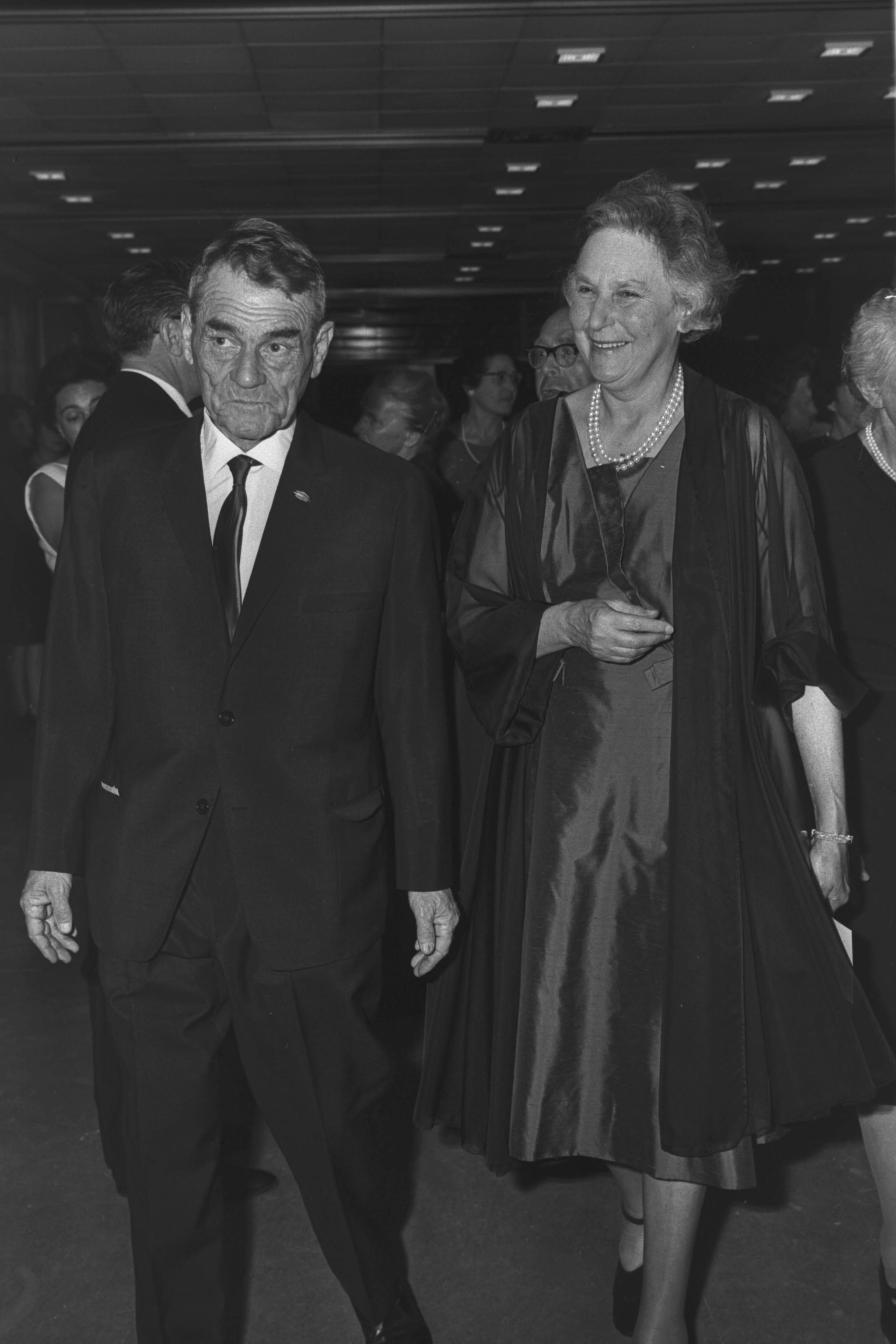
Dorothy de Rothschild mit Kadish Luz am 30. August 1966 in der Knesseth

Dorothy de Rothschild (* 7. März 1895 in London; † 10. Dezember 1988 ebenda), geborene Dorothy Mathilde Pinto, war eine englische Philanthropin und Zionistin.

## Leben und Werk
Dorothy de Rothschild war die Tochter von Eugene Pinto (1854–1932) und Catherine Pinto (geb. Cohen, 1872–1939). Im Alter von 17 Jahren heiratete sie 1913 James Armand de Rothschild, Sohn des Edmond James de Rothschild aus dem französischen Zweig der Bankiersfamilie Rothschild. Das Ehepaar ließ sich 1922 im Waddesdon Manor in Buckinghamshire nieder. Dorothy de Rothschild unterstützte die politische Arbeit ihres Mannes insbesondere von 1929 bis 1945, als er Abgeordneter für die Liberal Party war. Nach seinem Tod 1957 wurde Waddesdon Manor an den National Trust übergeben.
Dorothy de Rothschild engagierte sich wie ihr Schwiegervater und ihr Ehemann früh für den Zionismus. Nach den Toden beider führte sie den Zionismus im Interesse ihres Schwiegervaters und Ehemannes fort und war eine enge Freundin von Chaim Weizmann. Sie wurde Vorsitzende von Yad Hanadiv, der Wohltätigkeitsorganisation der Rothschilds in Israel.
Ihr Ehemann hatte das Parlamentsgebäude der Knesset finanziert, sie selbst trug zu der Finanzierung des Gebäudes des Obersten Gerichts Israels bei. 1969 wurde sie zur Ehrendoktorin der Hebrew University.
Dorothy de Rotschild starb im Jahr 1988 im Alter von 93 Jahren in London und  hinterließ keine direkten Erben. Ihr Vermögen wurde auf 166 Millionen Dollar geschätzt. Sie ist in London auf dem Willesden Friedhof begraben.